# Добревци (област Ловеч)
Вижте пояснителната страница за други значения на Добревци.
Добревци е село в Северна България. То се намира в община Ябланица, област Ловеч.

## География
Село Добревци отстои на 4 км от общинския център Ябланица. Разполага с малък зарибен язовир.
Край селото има извор с минерална вода.

## История
Към 1881 година в селото живеят 636 помаци, а в 1893 година броят им намалява на 105.

## Икономика
Фирми за халва и локум – „Венеца“ и „Богати“. Също и зайцеферма с елитна порода цика – за разплод и угойка.

## Личности
Родени в Добревци
- Георги Консулов (1897-?), български офицер, полковник